# Юган Карлссон (тенісист)
Юган Карлссон (швед. Johan Carlsson; нар. 29 січня 1966) — колишній шведський тенісист.
Найвищу одиночну позицію світового рейтингу — 81 місце досяг 22 червня 1987, парну — 155 місце — 7 липня 86 року.
Найвищим досягненням на турнірах Великого шолома було 3 коло в одиночному розряді.

## Фінали Гран-прі за кар'єру
| Результат | W/L | Дата     | Турнір        | Покриття | Суперник      | Рахунок  |
| --------- | --- | -------- | ------------- | -------- | ------------- | -------- |
| Поразка   | 0–1 | Жов 1986 | Токіо, Японія | Тверде   | Рамеш Крішнан | 3–6, 1–6 |

## Титули на челленджерах

### Парний розряд: (3)
| Ранг | Рік  | Турнір                        | Покриття | Партнер        | Суперники                 | Рахунок       |
| ---- | ---- | ----------------------------- | -------- | -------------- | ------------------------- | ------------- |
| 1.   | 1984 | Травемюнде, Західна Німеччина | Ґрунт    | Петер Свенссон | Ігор Флего Шахар Перкісс  | 5–7, 6–4, 6–2 |
| 2.   | 1990 | Нагоя, Японія                 | Тверде   | Девід Льюїс    | Мацуока Сюдзо Ота Сіґеру  | 7–5, 6–2      |
| 3.   | 1991 | Зальцбург, Австрія            | Ґрунт    | Давід Енгель   | Брюс Дерлін Мартін Сіннер | 7–6, 6–2      |